# Wadi Asimah
El Wadi Asimah (en árabe: وادي اعسمة‎, romanizado: Wādī 'Isimmah), es un valle o río seco, con caudal efímero o intermitente, que fluye casi exclusivamente durante la temporada de lluvias, situado al noreste de los Emiratos Árabes Unidos, en el Emirato de Ras al Jaima. Fluye hacia el oeste desde el pueblo de Asimah para unirse al Wadi Fara, y en su confluencia forma el lugar entre el Wadi Fara y el Wadi Sidr.
El Wadi Asimah es un lugar popular para excursionistas y usuarios de vehículos todoterreno, que destaca por su exuberante vegetación y agricultura.  Es el sitio de los 'Jardines del Sultán', un área con abundantes adelfas, pastos, palmerales y estanques, que a menudo (e inusualmente) albergan agua durante todo el año, además de proporcionar un lugar de anidación para las garzas.  En invierno, el wadi recibe aguas de los aguaceros, lo que provoca inundaciones repentinas, e incluso en ocasiones graniza en su cabecera. 

## Geología y arqueología
El Wadi Asimah es una zona rica tanto geológica como arqueológicamente, con densos depósitos fluviales y sitios arqueológicos.  Al Wadi Asimah debe su nombre la 'Ventana de Asimah', un área de metacherts plegados isoclinalmente formados por eventos metamórficos. 
La arqueología de la zona del Wadi Asimah muestra signos de ocupación humana desde el Neolítico hasta la actualidad. Se han encontrado puntas de flecha prehistóricas incisas en el área,  que también es el sitio del asentamiento de Umm Al Nar, con hallazgos que incluyen una copa de bronce, puntas de lanza engarzadas y hojas de daga. En los orillas del wadi se han ubicado varias tumbas del último período de Umm Al Nar.  En el wadi también se han realizado hallazgos de la Edad del Hierro . 

## Toponimia
Nombres alternativos: 	Wadi `Asamah, Wadi `Asimah, Wādī ‘Asamah, Wādī ‘Asimah, Wadi Asimah, Wādī 'Isimmah.
En el Atlas Nacional de Emiratos Árabes Unidos consta con la grafía Wādī 'Isimmah.
Los nombres del Wadi Asimah y sus afluentes, con la grafía Wādī ‘Asimah, quedaron registrados en la documentación y mapas elaborados entre 1950 y 1960 por el arabista, cartógrafo, militar y diplomático británico Julian F. Walker, durante los trabajos efectuados para el establecimiento de fronteras entre los entonces denominados Estados de la Tregua, completados posteriormente por el Ministerio de Defensa del Reino Unido, en mapas a escala 1:100.000 publicados en 1971.

## Población
Los pueblos de Asimah y Mawrid, y el curso del Wadi Asimah, estuvieron ocupados principalmente por la zona tribal Shahā’irah,con algunos grupos de la tribu Mazari.

## Galería

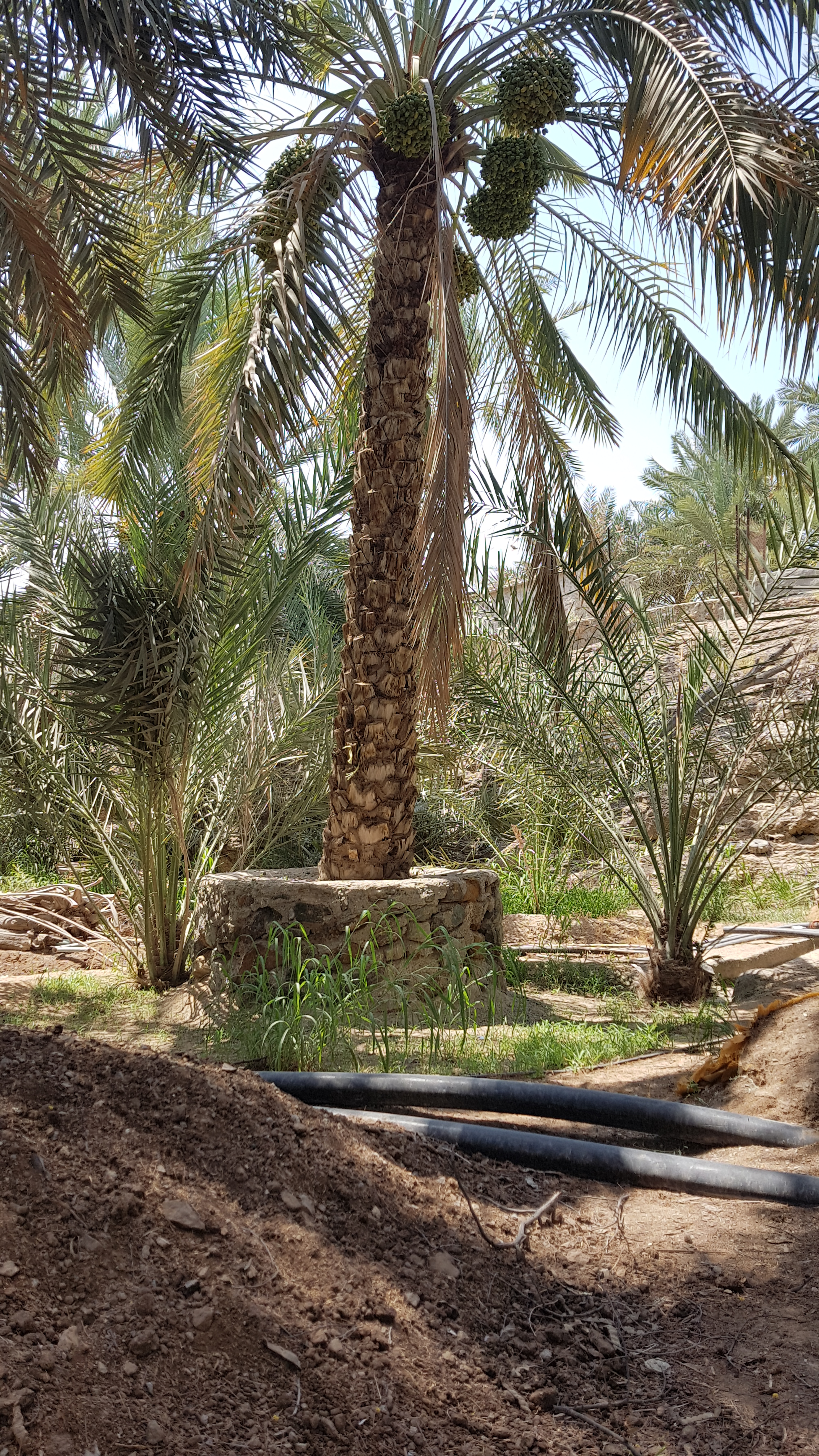
Falaj Ghayli, una vía de riego superficial en un palmeral a orillas del Wadi Asimah
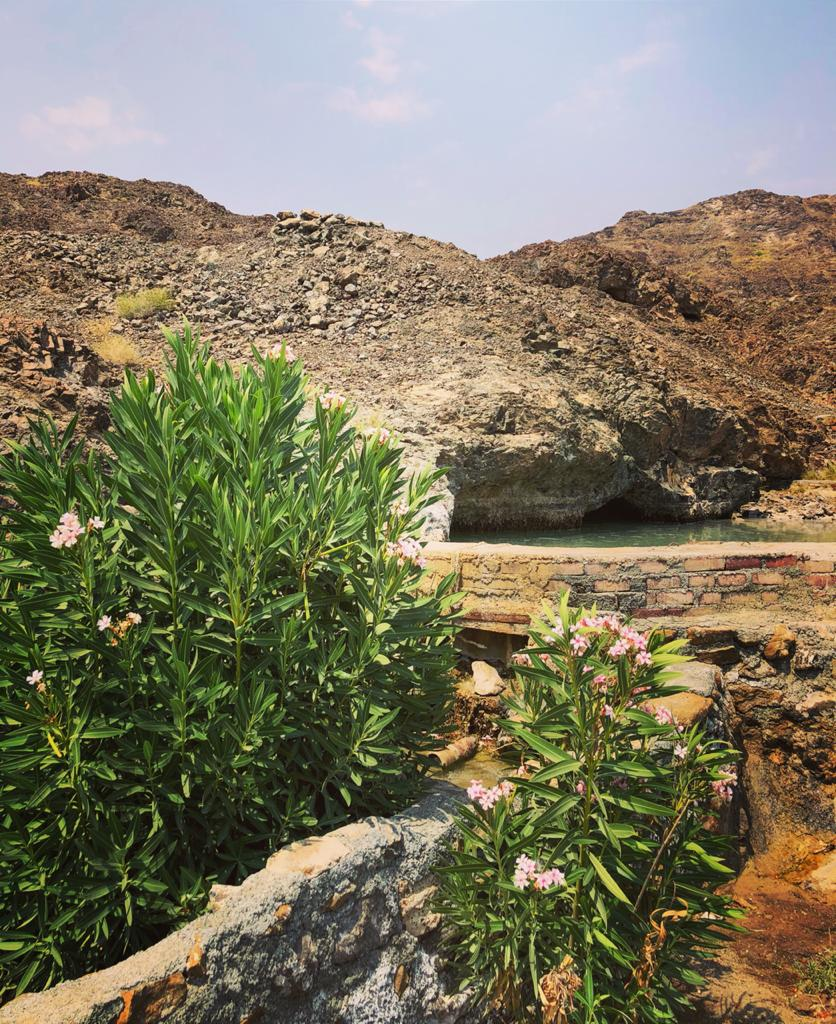
Adelfas en el Wadi Asimah
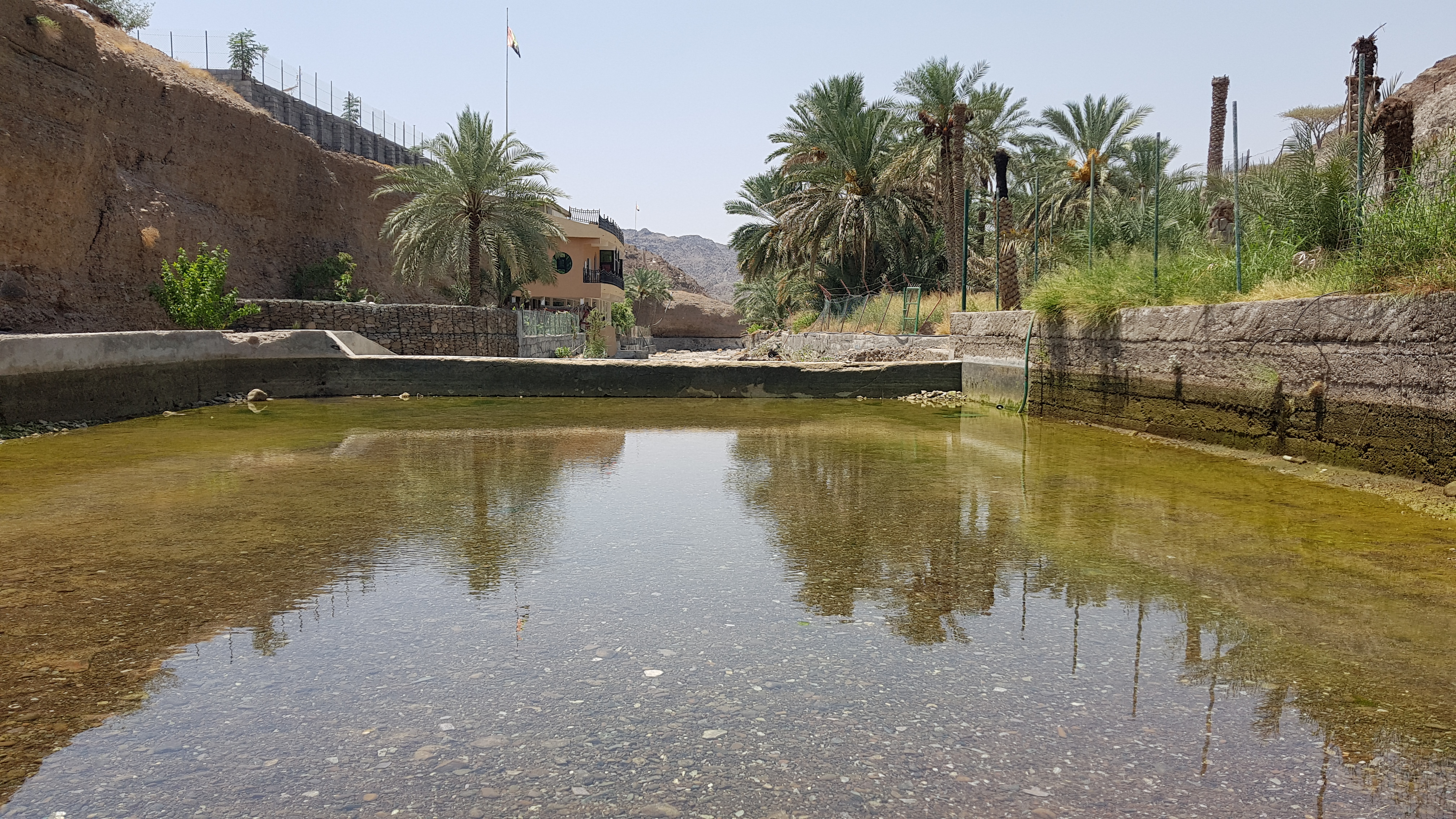
Los 'Jardines del Sultán' en el Wadi Asimah contienen agua durante todo el año, algo inusual en los wadis de las Montañas Al Hayar.
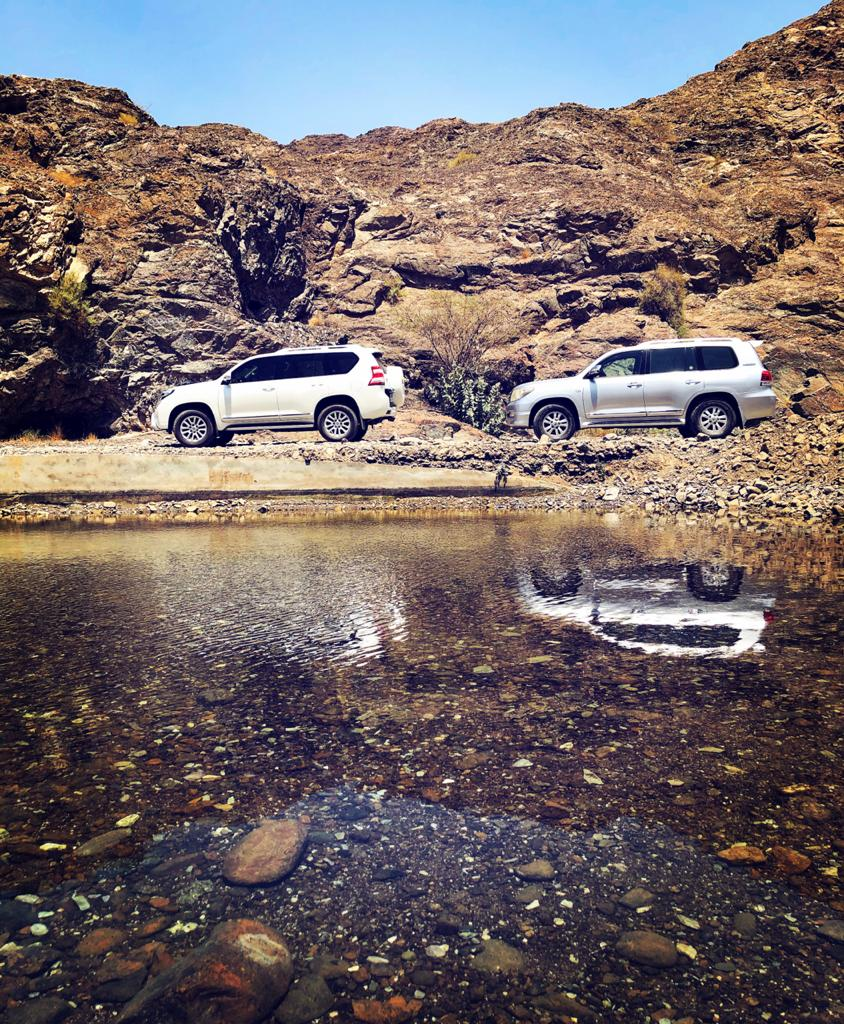
Vehículos todoterreno pasando junto a una zona con agua, en el Wadi Asimah.